# Шахісти (фільм)
Шахісти  (англ. The Chess Players, хінді Shatranj Ke Khilari) — фільм індійського режисера Сатьяджита Рая, знятий у 1977 році за мотивами оповідання Мунші Премчанда «Shatranj Ke Khilari».

## Сюжет
Події фільму розгортаються в середині ХІХ сторіччя. Британська Ост-Індійська компанія планує усунути від влади Ваджида Алі Шаха, правителя індійської держави Ауд, порушивши при цьому раніше укладену угоду щодо гарантій його правління. Алі Шах намагається чинити спротив, але програє як через власну нерішучість, так і через байдужість еліт до захисту інтересів держави.
Паралельно розповідається історія двох друзів, захоплених шахами. Їх не цікавлять ані політика, ані навіть власні родини. Задля гри вони намагаються уникати будь-яких проблем та тікають до занедбаного поселення, аби ніхто не заважав їм грати. 
В цей час повз поселення йдуть британські війська, щоб захопити їх країну. Але друзі відсторонено спостерігають за приходом завойовників, стурбовані лише своєю грою в шахи.

## Відгуки
За словами критика The Washington Post Гері Арнольда, «Шахісти» — фільм трохи формальний і статичний, але надає усвідомлення значення відображеної історичної події для країни та співвітчизників".

## Відзнаки та нагороди
- У 1977 році кінопремія Filmfare Awards за найкращу режисерську роботу та найкращу роль другого плану.
- У 1977 році Національна кінопремія Індії за найкращу операторську роботу та найкращий фільм мовою хінді.
- У 1978 році кінопремія Filmfare Awards, як найкращий фільм на думку критиків[3].